# Herfried Hoinkes
Herfried Hoinkes (* 9. März 1916 in Bielitz, heute Bielsko-Biała genannt und zu Polen gehörend; † 4. April 1975 in Innsbruck) war ein österreichischer Meteorologe und Glaziologe.

## Leben
1916 in Schlesien geboren, studierte er nach der Matura ein Jahr in Königsberg (heute Kaliningrad genannt) Mathematik und Physik. 1937 kam er nach Innsbruck, wo er bei Arthur Wagner Meteorologie studierte und 1940 promovierte. Habilitation an der philosophischen Fakultät Innsbruck 1949 mit einer Arbeit über „Die interdiurnen Änderungen von Druck und Temperatur in der unteren Troposphäre bis 5 km Höhe und ihre gegenseitigen Beziehungen in statistisch-synoptischer Betrachtungsweise“. 1956 trat er die Nachfolge von Prof. Albert Defant an und war bis zu seinem Tod Vorstand des Instituts für Meteorologie und Geophysik der Universität Innsbruck.
Er war einer der führenden Gazialmeteorologen der Welt. Schon 1939 und 1940 hat sich Hoinkes mit Längenmessungen alpiner Gletscher befasst. Er entwickelte mikrometeorologische Methoden, um den Wärme- und Massenhaushalt eines Gletschers besser bestimmen zu können. Dabei hatte er etliche messtechnische Probleme unter Extrembedingungen zu lösen, was ihm mit Hilfe seiner engagierten Mitarbeiter auch vorzüglich gelang. Ab 1952 leitete er die intensiven Messungen am Hintereisferner in den Ötztaler Alpen. Durch diese subtilen Untersuchungen und Messungen konnte der Wärme- und Strahlungshaushalt eines Gletschers sehr gut bestimmt und verstanden werden. Er konnte auch beweisen, dass der Gletscherwind nicht konservierend auf das Gletschereis wirkt, sondern einen Wärmegewinn für den Gletscher bewirkt.
Da die Massenänderungen von Gletschern nicht nur vom Mikroklima der unmittelbaren Umgebung abhängen, hat sich H. Hoinkes in seinen letzten Jahren verstärkt mit dem Zusammenhang zwischen Klima- und Gletscherschwankungen auseinandergesetzt. Gemeinsam mit Mitarbeitern des meteorologischen Instituts in Innsbruck gelang es ihm, eine Methode zu entwickeln, um aus Messdaten einer Klimastation in Gletschernähe auf Massenänderungen eines Gletschers schließen zu können.
Doch seine Forschungstätigkeit beschränkte sich nicht nur auf alpine Gletscher. Während des internationalen Geophysikalischen Jahres 1957/58 nahm er auch an einer Antarktis-Expedition der USA teil, wo man ihm die Leitung einer glazial-meteorologischen Forschungsstation (Little America III)am Ross-Schelfeis übertrug. Er leistete dadurch einen wesentlichen Beitrag zur Erforschung des Wärme- und Strahlungshaushalts der Antarktis.
In der Zeit von 1963 bis 1967 war Hoinkes Präsident der Internationalen Kommission für Schnee und Eis der Internationalen Assoziation für Hydrologie der Internationalen Union für Geodäsie und Geophysik und von 1967 bis 1971 deren Vizepräsident. Nach dem Tode von Raimund von Klebelsberg übernahm Hoinkes ab 1970 – gemeinsam mit Hans Kinzl – die Herausgabe der Zeitschrift für Gletscherkunde und Glazialgeologie.
Hoinkes war korrespondierendes Mitglied der Österreichischen Akademie der Wissenschaften, Mitglied der Deutschen Akademie der Naturforscher Leopoldina in Halle, korrespondierendes Mitglied der Bayerischen Akademie der Wissenschaften und der Akademie der Wissenschaften und der Literatur in Mainz.
Für seine besonderen wissenschaftlichen Leistungen wurde er 1958 mit dem Ehrenkreuz für Wissenschaft und Kunst I. Klasse der Republik Österreich ausgezeichnet. Nach ihm ist der Hoinkes Peak, ein Felsgipfel in der Westantarktis benannt.

## Werke
(vollständige Liste in: Wetter und Leben, Wien, Band 27, Heft 3–4):
- H. C. Hoinkes: Über Nordföhnerscheinungen nördlich des Alpenhauptkammes. Springer-Verlag, Wien 1951.
- H. C. Hoinkes: Measurements of ablation and heat balance on alpine glaciers. In: Journal of Glaciology. 2, 1955, S. 497–501.
- H.C. Hoinkes: The settling of firn at Little America III, Antarctica, 1940-58. In: Journal of Glaciology. 4, No. 31, 1962, S. 111–120.
- H. Hoinkes, H. Lang: Der Massenhaushalt von Hintereis- und Kesselwandferner (Ötztaler Alpen), 1957/58 und 1958/59. In: Archiv für Meteorologie, Geophysik und Bioklimatologie, B. 12, 1962, S. 284–320.
- H. Hoinkes, H. Lang: Winterschneedecke und Gebietsniederschlag 1957/58 und 1958/59 im Bereich des Hintereis- und Kesselwandferners (Ötztaler Alpen). In: Archiv für Meteorologie, Geophysik und Bioklimatologie, Serie B. 11, 1962, S. 424–446.
- H. Hoinkes, R. Rudolph: Mass-Balance studies on the Hintereisferner, Oetztal Alps, 1952–1961. In: Journal of Glaciology. Vol. 4, No. 33, 1962, S. 266–278.
- H. Hoinkes, E. Dreiseitl, F. Howorka, I. Lauffer, H. Queck, W. Schneider, H. Slupetzky: Combined water, ice and heat budget investigations in the Austrian Alps, carried out during the Internat. In: Hydrological Decade, 1964 to 1966. Final Report. UNESCO Contract NS/28o3/65, Mai 1967,
- H. C. Hoinkes, F. Howorka, W. Schneider: Glacier Mass Budget and Mesoscale Weather in the Austrian Alps 1964 to 1966, Int. Assoc. Scient. In: Hydrology Publ. No. 79, 1968, S. 241–254.[3]
- H. C. Hoinkes: Glacier variation and weather. In: Journal of Glaciology. 7, 1968, S. 3–19.
- H. Hoinkes: Ergebnisse des glazial-meteorologisch-hydrologischen IHD-Programmes im Rofental bei Vent 1964–1968. In: Österr. Wasserwirtschaft. Jg. 22, H. 5/6, 1970, S. 101–113.
- H. Hoinkes: Methoden und Möglichkeiten von Massenhaushaltsstudien auf Gletschern. In: Zeitschrift für Gletscherkunde und Glazialgeologie. Band 6, 1970, S. 37–90.
- H. Hoinkes: Über Beziehungen zwischen der Massenbilanz des Hintereisferners (Ötztaler Alpen, Tirol) und Beobachtungen der Klimastation Vent. In: Annalen der Meteorologie, Neue Folge. Nr. 5, 1971, S. 259–264.
- H. Hoinkes, E. Dreiseitl, H. P. Wagner: Mass Balance of Hintereisferner and Kesselwandferner 1963/64 to 1972/73 in Relation to the Climatic Environment. Preliminary results of the combined water, ice and heat balances project in the Rofental. IHD-Activities in Austria 1965–1974; Report of the Int. Conference an the Results of the IHD, 2–14 Sept. 1974 in Paris. S. 42–53, Wien 1974.
- H. Hoinkes, R. Steinacker: Hydrometeorological implications of the mass balance of Hintereisferner, 1952-53 to 1968-69. Proceedings of Snow and Ice Symposium Moscow 1971, IAHS-AISH Publ. No. 104, 1975.[4]
- H. Hoinkes, R. Steinacker: Zur Parametrisierung der Beziehung Klima-Gletscher. In: Rivista Italiana di Geofisica. Vol. I, 1975, S. 97–104.